# Energiewerttheorie
Bei der Energiewerttheorie (auch Energietheorie) wird der Wert eines Gutes durch die Energie bestimmt, die zu dessen Produktion notwendig ist.
Erste Anstöße für eine solche Theorie gab der ukrainische Physiker Sergei Andrejewitsch Podolinski. Seine Ideen knüpften an die Arbeitswerttheorie an und waren daher auch Gegenstand eines Briefwechsels zwischen Karl Marx und Friedrich Engels, wurden jedoch von ihnen abgelehnt, da der Wertbegriff aus marxistischer Sicht konstitutiv an die Wertform der Arbeit gebunden sei.
Vergleichbare Ansätze wurden von Leslie White, Wilhelm Ostwald und Frederick Soddy entwickelt, aber offenbar ohne dass ihnen Podolinskis Arbeit bekannt war.
Die erste konsequente Energiewerttheorie wurde von den sozialen Energetikern Léon Winiarski (1900) und Ernest Solvay (1906) formuliert.

## Primärliteratur
- Serge Podolinsky (1883): Menschliche Arbeit und Einheit der Kraft, Die neue Zeit : Revue des geistigen und öffentlichen Lebens.-1(1883), Teil 1: H. 9, S. 413 - 424, Teil 2: H. 10, S. 449–457

## Sekundärliteratur
- Juan Martinez -Alier (1987): Energieberechnung und der Begriff der »Produktivkrafte« (PDF), PROKLA 67, 71–87.
- Fritz Söllner (1996): Thermodynamik und Umweltökonomie (Habilitation), S. 149 ff.
- John Bellamy Foster and Paul Burkett (2004): Ecological Economics and Classical Marxism: The "Podolinsky Business" Reconsidered, Organization Environment, 2004; Ausgabe 17; S. 32 ff.